# Ayarnangra estuarius
Ayarnangra estuarius е вид лъчеперка от семейство Erethistidae.

## Разпространение
Видът е разпространен в Мианмар.

## Описание
На дължина достигат до 4,6 cm.